# (5976) Kalatajean
(5976) Kalatajean (1992 SR2) – planetoida z pasa głównego asteroid okrążająca Słońce w ciągu 4,4 lat w średniej odległości 2,68 j.a. Odkryta 25 września 1992 roku.